# 맷 하비
매튜 에드워드 하비(영어: Matthew Edward Harvey, 1989년 3월 27일 ~ )은 미국의 전 야구 선수이다.